# مسألة مبدأ (مسلسل)
مسألة مبدأ هو مسلسل مصري من إخراج خيري بشارة، وتأليف محمد صفاء عامر، ومن بطولة إلهام شاهين وخالد النبوي وعمرو واكد وطارق التلمساني وجميل راتب ورشا مهدي وفيدرا المعروفة بفرح, المسلسل من إنتاج اتحاد الإذاعة والتلفزيون سنة 2003
تدور الأحداث حول نائب في البرلمان يمثل إحدى الدوائر الانتخابية في الصعيد استطاع أن يحقق نجاحات كبيرة ولكنه يموت، فيرشح الأهالي ابنته خريجة كلية الحقوق لتكون مكانه، ولكنها تصطدم بمشكلات كثيرة.

## سيناريو
مسلسل «مسألة مبدأ» الذي يضم باقة من النجوم منهم إلهام شاهين وجميل راتب وعمرو واكد وآخرين. تدور حوادث المسلسل في إطار اجتماعي بشأن «القدر» الذي يغير مسار حياة الإنسان تغييرا جذريا وذلك من خلال شخصية الدكتورة «رقية السعدي» المدرسة في كلية الحقوق وذات القيم والمثل، وهي ابنة المليونير «شاهين السعدي» الذي كون ثراءه من تجارته السرية في السلاح ويبدأ في تجهيز نفسه للترشح لمجلس الشعب بمساعدة «شنديد الدرديري». والمسلسل من تأليف محمد صفاء عامر.

## طاقم العمل
- خالد النبوي في دور «عادل», شاب صعيدي يتحلى بالاخلاق ويتمسك بالقيم النبيلة.[3]